# Sabina-Francesca Foișor
Sabina-Francesca Foișor (ur. 30 sierpnia 1989 w Timișoarze) – rumuńska szachistka, reprezentantka Stanów Zjednoczonych od grudnia 2008, arcymistrzyni od 2007 roku.

## Kariera szachowa
Wielokrotnie reprezentowała Rumunię na mistrzostwach świata i Europy juniorek w różnych kategoriach wiekowych, zdobywając trzy medale: srebrny (Ürgüp 2004 – ME do 16 lat) oraz dwa brązowe (Budva 2003 – ME do 14 lat i Szybenik 2007 – ME do 18 lat).
W 2006 podzieliła III m. (za Salome Melią i Eliną Danieljan, wspólnie z Mariną Makropulu i Cristiną-Adelą Foișor) w kobiecym turnieju Acropolis w Atenach, zdobywając pierwszą normę na tytuł arcymistrzyni. W 2007 wypełniła drugą normę, podczas rozegranych w Dreźnie indywidualnych mistrzostw Europy, zwyciężyła również (wspólnie z Cristiną-Adelą Foișor) w otwartym turnieju w Villard-de-Lans. W 2008 podzieliła I m. (wspólnie z m.in. Ovidiu-Doru Foișorem i Cristiną-Adelą Foișor) w kołowym turnieju w Liège, zdobyła tytuł mistrzyni Rumunii juniorek do 20 lat oraz wystąpiła w Nalczyku w pucharowym turnieju o mistrzostwo świata, w I rundzie tych zawodów przegrywając po dramatycznej dogrywce z Moniką Soćko.
Wielokrotnie reprezentowała Rumunię i Stany Zjednoczone w turniejach drużynowych, m.in.:
- trzykrotnie na olimpiadach szachowych (w latach 2010, 2012, 2014)[4],
- dwukrotnie na drużynowych mistrzostwach świata (w latach 2013, 2015)[5],
- dwukrotnie na drużynowych mistrzostwach Europy juniorów do 18 lat (w latach 2004, 2007); medalistka: wspólnie z drużyną – złota (2007)[6].

Najwyższy ranking w dotychczasowej karierze osiągnęła 1 stycznia 2008, z wynikiem 2386 punktów dzieliła wówczas 73-75. miejsce na światowej liście FIDE, jednocześnie zajmując trzecie miejsce (za Cristiną-Adelą Foișor i Coriną-Isabelą Peptan) wśród rumuńskich szachistek.

## Życie rodzinne
Pochodzi z rodziny o bogatych tradycjach szachowych. Jej rodzice, Cristina-Adela Foișor (arcymistrzyni) i Ovidiu-Doru Foișor (mistrz międzynarodowy) byli wielokrotnymi medalistami indywidualnych mistrzostw Rumunii i reprezentantami kraju na arenie międzynarodowej, w szachy gra również młodsza siostra, Mihaela-Veronica (ur. 1994), która posiada tytuł mistrzyni międzynarodowej.